# Argyrodes yunnanensis
Argyrodes yunnanensis là một loài nhện trong họ Theridiidae.
Loài này thuộc chi Argyrodes. Argyrodes yunnanensis được Yajun Xu, Chang-Min Yin & Joo-Pil Kim miêu tả năm 2000.